# Neuroleon socotranus
Neuroleon socotranus är en insektsart som först beskrevs av E. O. Taschenberg 1883.  Neuroleon socotranus ingår i släktet Neuroleon och familjen myrlejonsländor. Inga underarter finns listade i Catalogue of Life.